# Пудель
Пу́дель (нім. Pudel, англ. Poodle) — порода декоративних собак, яка згідно з класифікацією Міжнародної Кінологічної Федерації належить до 9 групи — «Собаки-компаньйони та тої».

## Історія породи

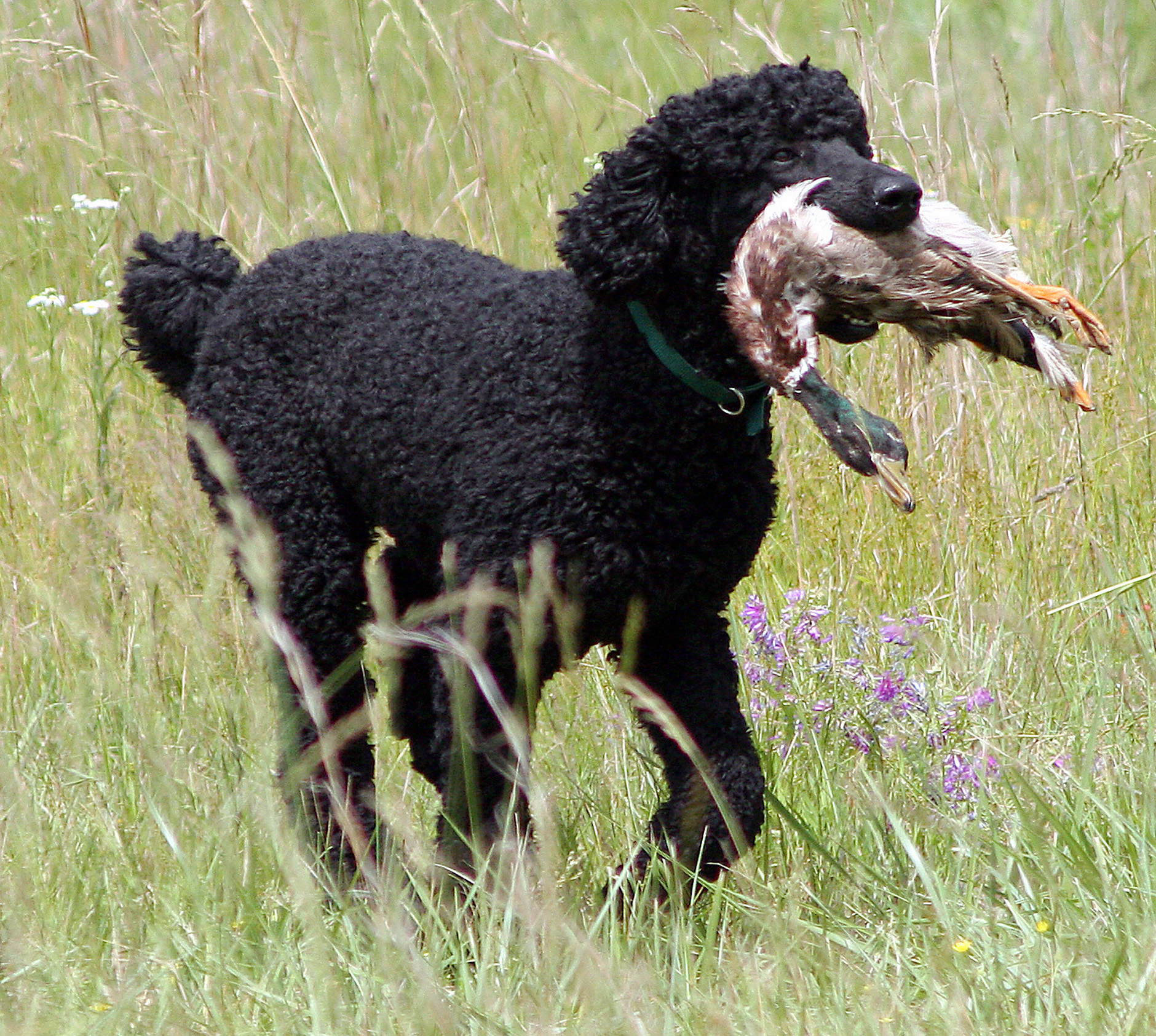
Колись пуделів використовували на полюванні

Імовірно, ця порода з'явилася в 16 столітті від старовинних довгошерстих пастуших і мисливських «водяних собак». Пуделі отримали величезну популярність, але згодом їх перестали використовувати для полювання і вони поступово перетворилися в кімнатно-декоративних.
Вперше стандарт на цю породу був прийнятий у Німеччині в 1904. У ті часи пуделі ділилися на великих і мініатюрних. У 1936 Міжнародна Кінологічна федерація зареєструвала цю породу як французьку, і ділення йшло вже на великих, малих та мініатюрних. На той-пуделів стандарт був прийнятий в 1984. Пуделі були улюбленцями багатьох відомих людей державних і громадських діячів, письменників, художників, музикантів. Бетховен написав елегію на смерть свого улюбленця, Гейне склав вірш «чеснотна собака», а перу О. І. Купріна належить зворушливе оповідання «Білий пудель».

## Зовнішній вигляд

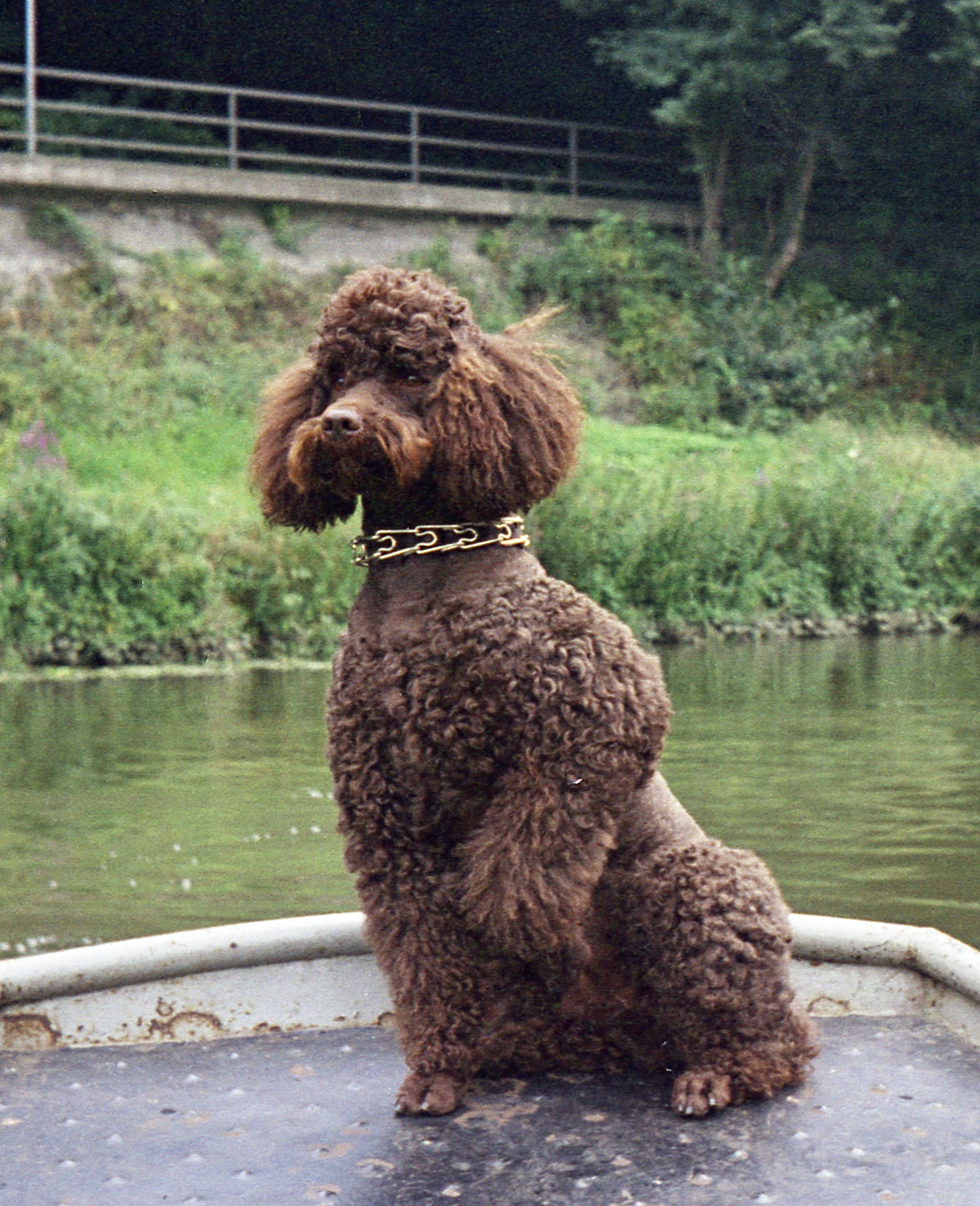
Коричневий пудель

Пуделі дуже гармонійно складені. Майже квадратного формату з характерним  шерстним покривом. Голова подовжена, з невеликим потиличним бугром. Морда злегка загострена. Очі дуже виразні. Вуха довгі, висячі, із закругленими кінцями, щільно прилягають до голови. Хвіст поставлений високо, товстий в основі. Шерсть пухнаста, досить довга.
Визнані забарвлення:

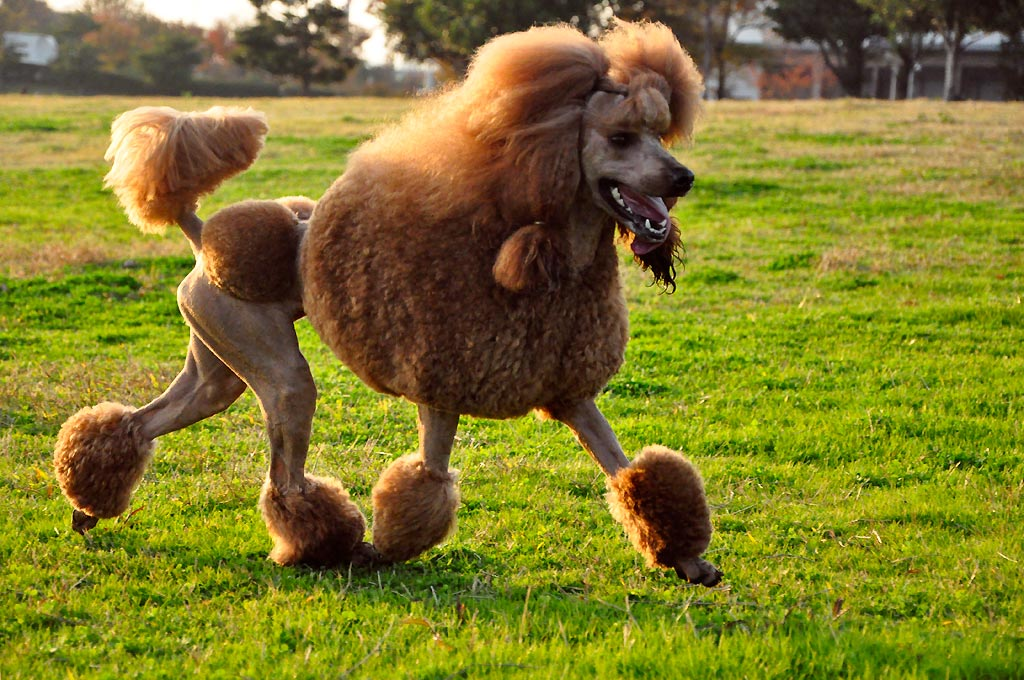
Великий пудель

- Біле (тон однорідний, очі чорні або темно-коричневі, кігті і мочка носа чорні),
- Сріблясте (тон однорідний, не переходить ні в білий, ні в чорний, очі темно-коричневі або чорні, мочка носа і кігті чорні),
- Абрикосове (тон однорідний, не переходить в коричневий, білий або кремовий, очі, мочка носа і кігті чорні або темно-коричневі),
- Коричневе (тон однорідний, досить темний, очі темно-коричневі або темно-бурштинові, мочка носа, повіки, губи, ясна, небо і кігті темно-коричневі або чорні)
- Чорне (мочка носа, повіки, губи, ясна, небо, подушечки на лапках і кігті чорні).

Існує чотири різновиди пуделів:
- великий (висота в холці 50-65 см, міцний кістяк і сильне мускулатура; чудові захисники й сторожа), вага близько 22 кг;
- малий (висота в холці 35-45 см), вага близько 12 кг;
- мініатюрний (висота в холці 28-35 см), вага близько 7 кг;
- той (висота в холці до 26 см), вага менш як 7 кг.

Маленькі пуделі через свою нервозність мають схильність багато гавкати. Вони також частіше хворіють. Шерсть пуделів не линяє, але вимагає постійного догляду. Раз на пів року їх стрижуть в стилі «модерн» або «під лева». У пуделів чудовий характер. Вони прекрасно ладнають з усіма членами родини, люблять бавитися з дітьми. Обожнюють плавати й гратися з м'ячем. Слухняні, дуже добре запам'ятовують команди господарів, а тому легко піддаються дресируванню.